# Ґрижина (Великопольське воєводство)
Ґрижина (пол. Gryżyna, нім. Grünau) — село в Польщі, у гміні Косцян Косцянського повіту Великопольського воєводства.
Населення — 350 осіб (2011).
У 1975-1998 роках село належало до Лешненського воєводства.

## Демографія
Демографічна структура станом на 31 березня 2011 року:
|          | Загалом | Допрацездатний вік | Працездатний вік | Постпрацездатний вік |
| -------- | ------- | ------------------ | ---------------- | -------------------- |
| Чоловіки | 189     | 36                 | 132              | 21                   |
| Жінки    | 161     | 20                 | 98               | 43                   |
| Разом    | 350     | 56                 | 230              | 64                   |